# Ehrenmedaille der Nationalen Front

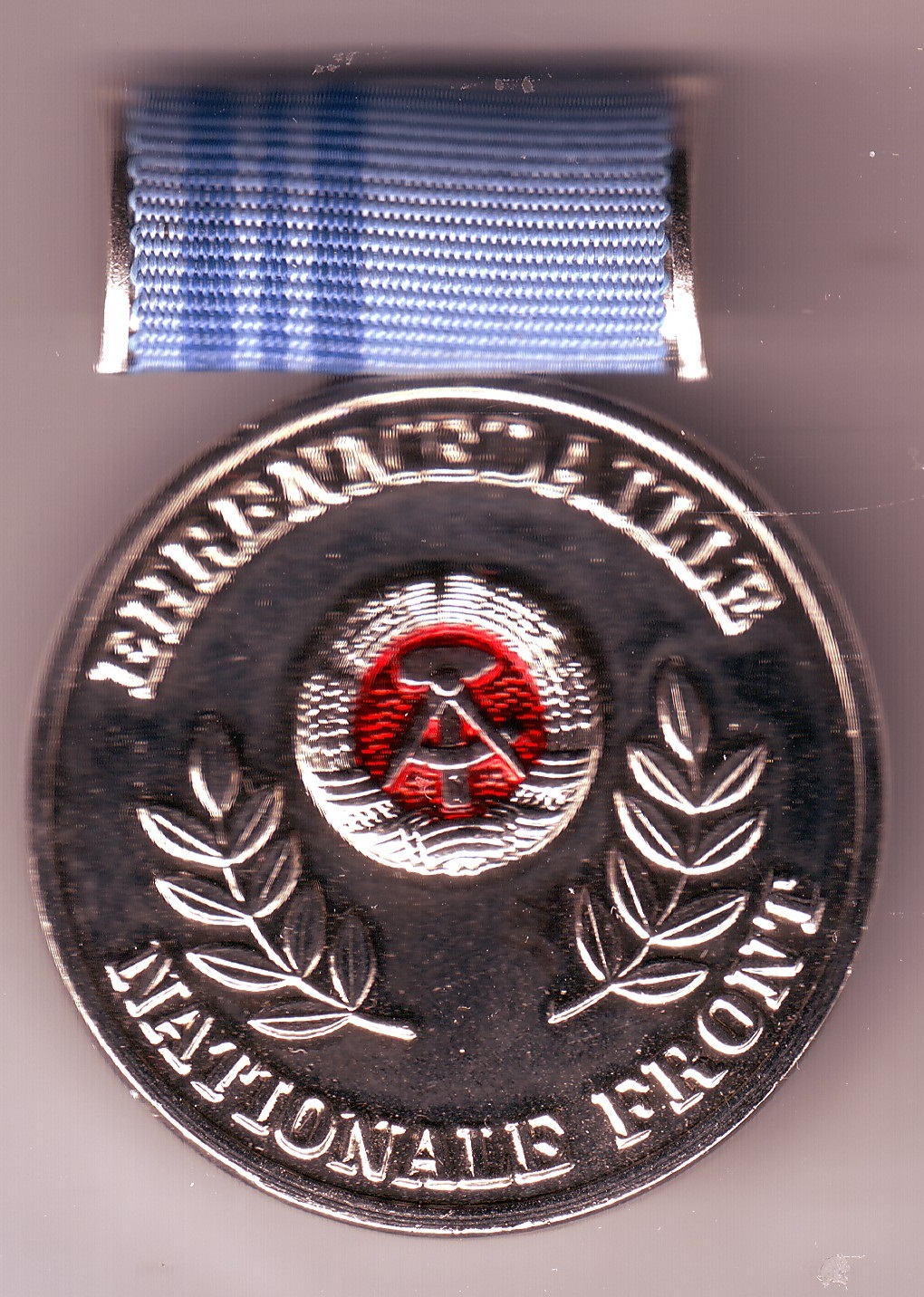
Ehrenmedaille der Nationalen Front - Avers

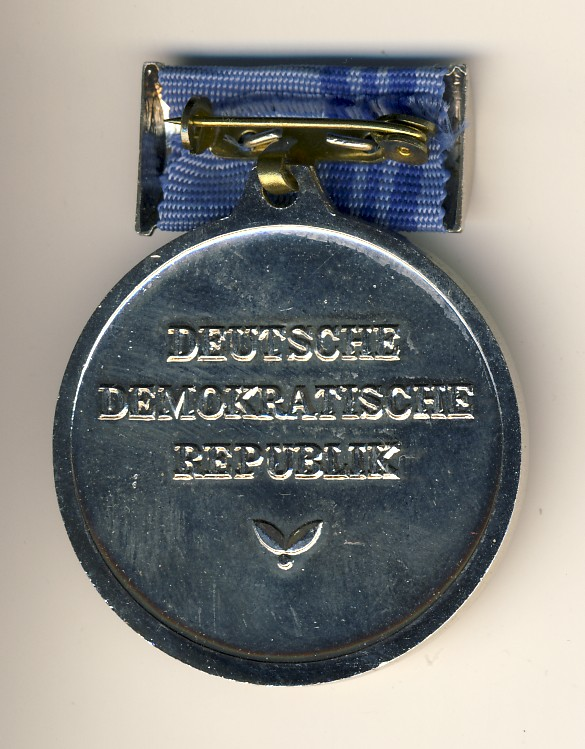
Ehrenmedaille der Nationalen Front - Revers

Die Ehrenmedaille der Nationalen Front war eine nichtstaatliche Auszeichnung der Nationalen Front der Deutschen Demokratischen Republik (DDR), welche 1975 in einer Stufe gestiftet wurde. Ihre Verleihung erfolgte für vorbildliche Mitarbeit bei der Gestaltung der entwickelten sozialistischen Gesellschaft sowie für den Kampf um die Erhaltung und Sicherung des Friedens. Sie war Nachfolger der Ernst-Moritz-Arndt-Medaille, deren Verleihungen 1975 eingestellt wurden.

## Aussehen
Die silberfarbene Medaille mit einem Durchmesser von 40,5 mm zeigt auf ihrem Avers in der oberen Hälfte das erhaben geprägte Staatswappen der DDR sowie zwei darunter liegende nach oben gebogene Lorbeerzweige, die beidseitig das Staatswappen flankieren. Die Umschrift lautet: EHRENMEDAILLE (oben) und NATIONALE FRONT (unten). Das Revers zeigt die erhaben geprägte dreizeilige Inschrift: DEUTSCHE / DEMOKRATISCHE / REPUBLIK. Darunter finden sich zwei Lorbeerblätter mit einer Frucht. Getragen wurde die Medaille an einer rechteckigen stoffbezogenen Spange deren Grundfarbe blau ist an der linken oberen Brustseite. In das Ordensband sind zusätzlich drei senkrechte dunkelblaue Mittelstreifen eingewebt, deren mittlere 1 mm und seine äußeren jeweils 3 mm breit sind. Ihr Abstand vom linken Saum betrug 3 mm. Als Miniatur wurde auf der Interimspange zusätzlich ein silberner Lorbeerzweig aufgelegt.